# Vic Nocera
Vincenzo Nocera, detto Vic (Badia Polesine, 3 settembre 1938), è un produttore discografico, paroliere e compositore italiano.

## Biografia
Trasferitosi con la famiglia a Torino, inizia a lavorare nel mondo musicale alla fine degli anni '50 come organizzatore di spettacoli musicali per vari locali torinesi e piemontesi finché, all'inizio del decennio successivo, si lega al Clan Celentano diventando il manager esclusivo per gli spettacoli dal vivo degli artisti del Clan (cioè lo stesso Adriano Celentano, Don Backy, I Ribelli, Gino Santercole, Pilade) per il Piemonte e la Val d'Aosta; inoltre collabora, sempre come impresario, con moltissimi altri artisti, tra cui Al Bano, Demetrio Stratos, Giorgio Gaber, Riccardo Fogli, Gipo Farassino, Fausto Leali, i Nomadi, Nilla Pizzi, i Pooh, Claudio Villa, i Camaleonti, Mal, Omar Codazzi e molti altri.
Intraprende anche l'attività di paroliere e di compositore: il primo successo è Cimitero di rose del 1965, scritta insieme all'interprete, Mario Piovano.
Dalla seconda metà degli anni '60 si dedica anche all'attività di produttore discografico, e tra gli artisti che segue vi sono gli Uh! (per i quali procura dapprima un contratto con la Moon Records Cedi e poi con la Kansas), e i Ragazzi del Sole; per questi artisti scrive numerose canzoni.
Nel 1971 scrive il testo di uno dei suoi più notevoli successi come autore: Nel giardino di Tamara, che viene dapprima incisa dal gruppo piemontese La Quinta Faccia e pubblicata in un album antologico della Fonit, Nuovi complessi d'avanguardia da Radio Montecarlo; l'autore della musica è Roberto Valle, musicista eporediese componente de I Ragazzi del Sole.
Ma Nel giardino di Tamara diventa più nota l'anno successivo, quando viene incisa dal complesso torinese La Strana Società ed inserita come retro nel 45 giri Pop corn/Nel giardino di Tamara; infine nel 1983 la incideranno anche i Ragazzi del Sole.
Partecipa a Un disco per l'estate 1973 con Era ancora primavera, su musica di Roberto Lipari, e a Un disco per l'estate 1974 con Fai tornare il sole (di cui è coautore della musica, su testo di Cristiano Malgioglio), entrambe interpretate da La Strana Società.
Negli anni successivi fonda le edizioni musicali Carneval e seguita a dedicarsi all'organizzazione di spettacoli, attività che continua tuttora.
Nel 1993 la Juventus indice un concorso musicale tramite il periodico Hurrà Juventus per individuare un nuovo inno, Viva l'Inno: su circa 600 partecipanti, Vic Nocera si classifica al secondo posto con la canzone Solo un nome: Juve, di cui è autore del testo e della musica
Il 7 aprile del 2014 ha ottenuto dalla Camera di Commercio di Rovigo il premio Polesani che hanno onorato la provincia di Rovigo in Italia e nel mondo, consistente in una medaglia d'oro.
L'8 aprile 2017 il programma TG2 Storie, in onda su Rai 2, gli dedica un ampio servizio in cui Nocera è intervistato sulle sue vicende biografiche e sulla sua attività, servizio ripreso il giorno successivo, il 9 aprile, al TGR regionale delle ore 7:30.

## Le canzoni scritte da Vic Nocera
| Anno | Titolo                 | Autori del testo                                     | Autori della musica                                   | Interpreti ed incisioni              |
| ---- | ---------------------- | ---------------------------------------------------- | ----------------------------------------------------- | ------------------------------------ |
| 1965 | Cimitero di rose       | Domenico Serengay e Mario Piovano                    | Vic Nocera, Mario Piovano e Salvatore Golino          | Mario Piovano                        |
| 1968 | Dimentica me           | Vic Nocera, Domenico Seren Gay e Claudio Nobbio      | Mario Scrivano, Franco Zauli e Mario Barigazzi        | Mario Scrivano                       |
| 1968 | Grazie amore           | Vic Nocera, Domenico Seren Gay e Claudio Nobbio      | Mario Scrivano e Franco Zauli                         | Mario Scrivano                       |
| 1969 | Un brutto sogno        | Vic Nocera e Domenico Seren Gay                      | Mario Scrivano e Franco Zauli                         | Uh!                                  |
| 1969 | Più felicità           | Vic Nocera e Domenico Seren Gay                      | Danilo Pennone e Carlo Cordara                        | I Ragazzi del Sole                   |
| 1969 | Shabada                | Vic Nocera e Domenico Seren Gay                      | Danilo Pennone                                        | I Ragazzi del Sole                   |
| 1970 | Addio sogni miei       | Vic Nocera, Giessegi e Domenico Seren Gay            | Mario Scrivano e Franco Zauli                         | Uh!                                  |
| 1970 | La mia donna è lei     | Vic Nocera e Giessegi                                | Italo Salizzato e Franco Zauli                        | Gianni Giuffré                       |
| 1970 | Voom Voom              | Vic Nocera                                           | Danilo Pennone e Happy Ruggiero                       | I Ragazzi del Sole                   |
| 1970 | Color Sound            | Vic Nocera                                           | Danilo Pennone e Happy Ruggiero                       | I Ragazzi del Sole                   |
| 1970 | Black Label            | Vic Nocera                                           | Danilo Pennone e Happy Ruggiero                       | I Ragazzi del Sole                   |
| 1970 | Underground            | Vic Nocera                                           | Danilo Pennone e Happy Ruggiero                       | I Ragazzi del Sole                   |
| 1970 | With You               | Vic Nocera                                           | Danilo Pennone e Happy Ruggiero                       | I Ragazzi del Sole                   |
| 1970 | Rally                  | Vic Nocera                                           | Danilo Pennone e Happy Ruggiero                       | I Ragazzi del Sole                   |
| 1970 | Neige                  | Vic Nocera                                           | Danilo Pennone e Happy Ruggiero                       | I Ragazzi del Sole                   |
| 1970 | Psycology              | Vic Nocera                                           | Danilo Pennone e Happy Ruggiero                       | I Ragazzi del Sole                   |
| 1970 | Schun Schun Schun      | Vic Nocera                                           | Danilo Pennone e Happy Ruggiero                       | I Ragazzi del Sole                   |
| 1970 | ...in life             | Vic Nocera                                           | Danilo Pennone e Happy Ruggiero                       | I Ragazzi del Sole                   |
| 1970 | Warm                   | Vic Nocera                                           | Danilo Pennone e Happy Ruggiero                       | I Ragazzi del Sole                   |
| 1970 | Nostalgia di te        | Vic Nocera e Domenico Serengay                       | Danilo Pennone e Franco Zauli                         | I Ragazzi del Sole                   |
| 1970 | Nei tuoi pensieri      | Vic Nocera                                           | Danilo Pennone e Franco Zauli                         | I Ragazzi del Sole                   |
| 1970 | Nella gran città       | Vic Nocera e Domenico Seren Gay                      | Mario Scrivano e Franco Zauli                         | Danilo Dany                          |
| 1971 | Nel giardino di Tamara | Vic Nocera                                           | Roberto Valle                                         | La Quinta Faccia e La Strana Società |
| 1972 | Quando l'amore muore   | Vic Nocera e Domenico Seren Gay                      | Italo Salizzato                                       | Paolo Tomelleri                      |
| 1972 | Io ti amo da sempre    | Vic Nocera e Domenico Seren Gay                      | Italo Salizzato                                       | Paolo Tomelleri                      |
| 1972 | La cosa più bella      | Vic Nocera e Domenico Seren Gay                      | Italo Salizzato                                       | Paolo Tomelleri                      |
| 1972 | Cuore                  | Vic Nocera e Domenico Seren Gay                      | Giuseppe Damele                                       | Paolo Tomelleri                      |
| 1972 | Sempre in mente lei    | Vic Nocera e Domenico Seren Gay                      | Giuseppe Damele e Franco Zauli                        | Uh!                                  |
| 1972 | Il bene che mi vuoi    | Vic Nocera e Domenico Seren Gay                      | Arbik e Franco Zauli                                  | Uh!                                  |
| 1972 | Solo                   | Vic Nocera, Domenico Seren Gay e Giorgio Seren Gay   | Mario Scrivano, Alfonso Corsini e Franco Zauli        | Uh!                                  |
| 1972 | Questo è amore         | Vic Nocera e Giorgio Seren Gay                       | Italo Salizzato e Franco Zauli                        | Uh!                                  |
| 1972 | Più nessuno al campo   | Vic Nocera e Giorgio Seren Gay                       | Agicor e Franco Zauli                                 | Uh!                                  |
| 1972 | Non pensarmi più       | Vic Nocera e Domenico Seren Gay                      | Mario Scrivano e Licrate                              | Uh!                                  |
| 1972 | Finisce qui            | Vic Nocera                                           | Agicor e Franco Zauli                                 | Uh!                                  |
| 1973 | Fiori gialli           | Vic Nocera                                           | Roberto Valle                                         | La Strana Società                    |
| 1973 | Vento che soffi        | Vic Nocera                                           | Umberto Camarca e Marcello Ottimo                     | La Strana Società                    |
| 1973 | Era ancora primavera   | Vic Nocera                                           | Roberto Lipari                                        | La Strana Società                    |
| 1973 | Fai tornare il sole    | Cristiano Malgioglio, Franco Clivio e Roberto Lipari | Vic Nocera e Achille Ovale                            | La Strana Società                    |
| 1973 | Un esame di coscienza  | Vic Nocera                                           | Danilo Pennone e Franco Zauli                         | I Ragazzi del Sole                   |
| 1973 | Piangi per te          | Vic Nocera                                           | Danilo Pennone e Franco Zauli                         | I Ragazzi del Sole                   |
| 1974 | Quanti passi           | Vic Nocera                                           | Vic Nocera                                            | La Strana Società                    |
| 1974 | E così te ne vai       | Roberto Lipari e Italo Ianne                         | Vic Nocera, Roberto Lipari e Franco Cassano           | La Strana Società                    |
| 1974 | Sola                   | Vic Nocera e Mario Mellier                           | Roberto Lipari e Franco Zauli                         | Cristina Gamba                       |
| 1974 | Young Lovers           | Strumentale                                          | Vic Nocera e Achille Ovale                            | The Green Poppies                    |
| 1975 | Torna insieme a me     | Vic Nocera                                           | Vic Nocera                                            | I Clippers                           |
| 1975 | Lungo i prati          | Roberto Lipari e Franco Clivio                       | Vic Nocera e Achille Ovale                            | Nico dei Gabbiani                    |
| 1976 | Oplaplà                | Strumentale                                          | Vic Nocera e Achille Ovale                            | Classe Unica                         |
| 1976 | Disco Summer           | Franco Clivio                                        | Vic Nocera e Achille Ovale                            | Classe Unica                         |
| 1976 | Tu                     | Roberto Lipari                                       | Vic Nocera e Giuseppe Contarato                       | Le Dolci Armonie                     |
| 1976 | El Rio de Janeiro      | Strumentale                                          | Vic Nocera e Achille Ovale                            | Los Cicarillos                       |
| 1976 | Tutto bene             | Vic Nocera e Franco Clivio                           | Vic Nocera e Achille Ovale                            | Vasso Ovale                          |
| 1976 | Ho bisogno di te       | Vic Nocera                                           | Vic Nocera e Achille Ovale                            | Uh!                                  |
| 1976 | Tu che ne sai          | Vic Nocera                                           | Vic Nocera e Achille Ovale                            | Uh!                                  |
| 1977 | Avevi freddo           | Franco Clivio                                        | Vic Nocera e Achille Ovale                            | Classe Unica                         |
| 1977 | Augh                   | Vic Nocera                                           | Vic Nocera e Achille Ovale                            | Classe Unica                         |
| 1977 | Il pittore             | Vic Nocera                                           | Umberto Camarca                                       | Mario Piovano                        |
| 1977 | Ritornare bambini      | Vic Nocera                                           | Vic Nocera e Salvatore Cateniello                     | The General Sound                    |
| 1978 | Erotico                | Strumentale                                          | Vic Nocera e Achille Ovale                            | Benny Fiorito                        |
| 1979 | E dire ch'era facile   | Vic Nocera                                           | Benito Fiorito e Onofrio Salamone                     | Gilles                               |
| 1981 | Spazio                 | Vic Nocera e Franco Clivio                           | Achille Ovale e Bernestin                             | Alexander Cervino                    |
| 1984 | Sud America            | Vic Nocera                                           | Benito Fiorito                                        | Nico Adam                            |
| 1985 | Sol y mar              | Vic Nocera                                           | Vic Nocera                                            | Melodic Team                         |
| 1985 | Tango Dancing          | Vic Nocera                                           | Vic Nocera e Achille Ovale                            | Melodic Team                         |
| 1985 | Erotico                | Vic Nocera                                           | Achille Ovale                                         | Melodic Team                         |
| 1986 | Notte di stelle        | Vic Nocera                                           | Gian Carlo Morino e Gianfranco Corona                 | Franco Corona                        |
| 1993 | Solo un nome: Juve     | Vic Nocera                                           | Vic Nocera                                            | Silvio Delmonte                      |
| 2002 | Sincero amore          | Pierluigi Chiappin e Silvia Scrivani                 | Vic Nocera e Roberto Lipari                           | Omar Codazzi                         |
| 2002 | Dammi amore            | Vic Nocera                                           | Francesco Neodo e Roberto Lipari                      | I Rodigini                           |
| 2004 | La passione            | Vic Nocera                                           | Silvia Scrivani, Andrea Marangoni e Raimondo Giardini | Barbara                              |
| 2004 | La più amata del mondo | Vic Nocera                                           | Pierluigi Chiappin e Roberto Lipari                   | Gigi Chiappin                        |
| 2008 | Amico e amante         | Vic Nocera                                           | Elisa Perin e Roberto Lipari                          | Meri & Elisa                         |
| 2008 | Navigando              | Vic Nocera                                           | Francesco Neodo e Simone Trambaiolo                   | I Rodigini                           |
| 2008 | Opera 15               | Vic Nocera e Simone Trambaiolo                       | Francesco Neodo e Roberto Lipari                      | I Rodigini                           |
| 2019 | Marlene                | Vic Nocera                                           | Simone Trambaiolo e Roberto Lipari                    | Rossella Ferrari e I Rodigini        |